# Liga de Voleibol Superior (maschile)
La Liga de Voleibol Superior è il massimo campionato dominicano, posto sotto l'egida della FeDoVoli.

## Albo d'oro
| Anno          | Podio     | Podio         | Podio           |
| Campione      | Seconda   | Terza         |                 |
| ------------- | --------- | ------------- | --------------- |
| 2021 Dettagli | Guerreros | Mauricio Báez | Bameso Bulldogs |

## Palmarès
| Squadra   | Titolo | Stagione |
| --------- | ------ | -------- |
| Guerreros | 1      | 2021     |